# Ingression
Eine Ingression bezeichnet im Gegensatz zur Transgression ein besonders langsames, „tastendes“ Vordringen des Meeres auf das Festland. Ingressionen entstehen durch die Hebung des Meeresspiegels oder die Absenkung von Festlandmassen. Von Ingressionen betroffene Gebiete nennt man Ingressionsküsten. Charakteristisch für Ingressionen ist ein Übergang von Süßwasser- (limnisch-fluviatilen) und Festlandssedimenten zu marinen Sedimenten in der Ablagerungsfolge entstehender Sedimentgesteine, ohne dass spezielle Transgressionshorizonte wie z. B. Konglomerate überliefert sind.